# Königsstadt

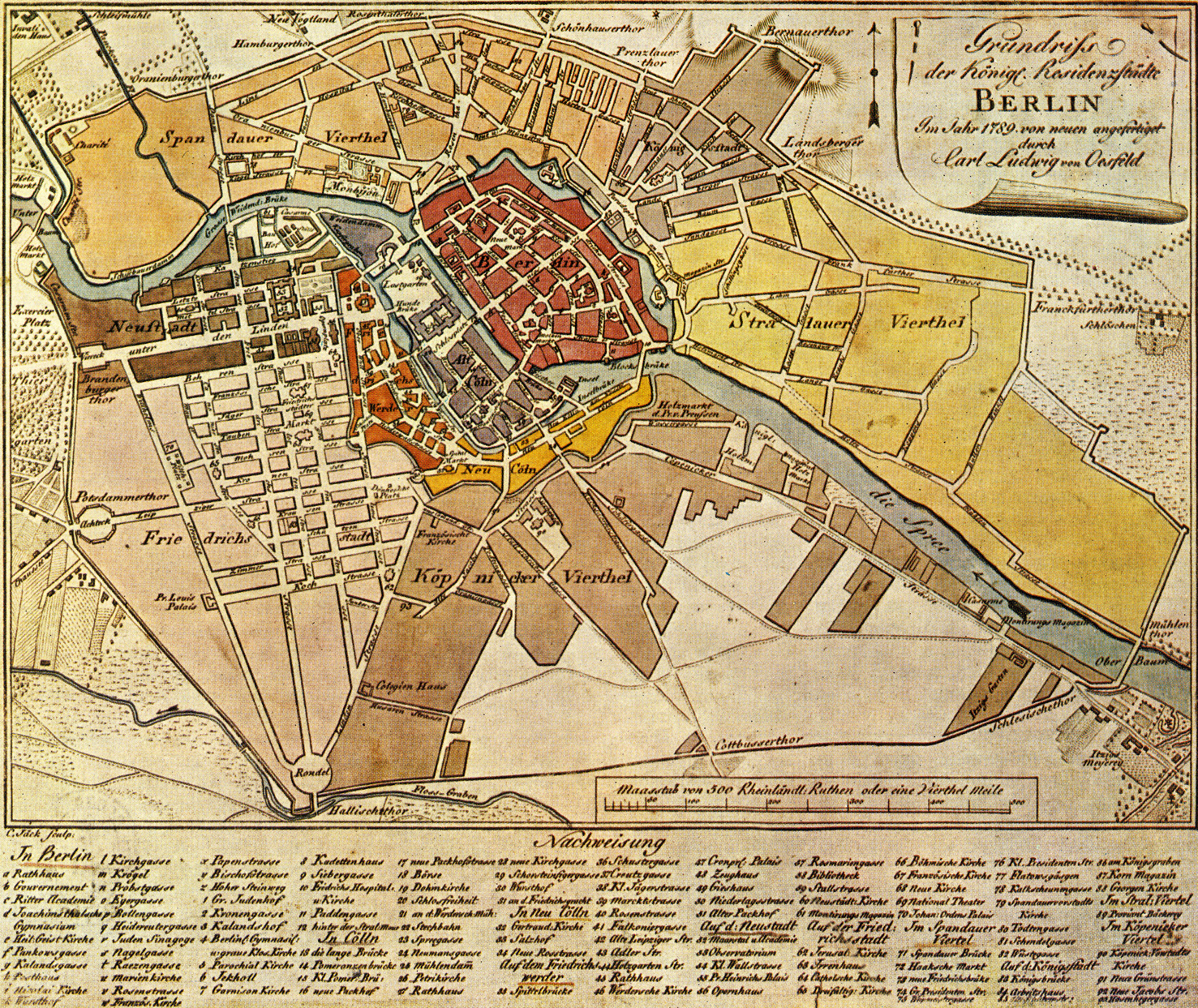
Königsstadt är kvarteren nordost om Alexanderplatz som markerats grå på denna Berlinkarta från 1789.

Königsstadt, ibland kallad Königsviertel, Königsvorstadt, Georgenvorstadt, är en av Berlins historiska förstäder, belägen nordost om den medeltida stadskärnan. Området saknar idag administrativ betydelse och är sedan 1920 uppdelat mellan stadsdelarna Mitte, Prenzlauer Berg och Friedrichshain. Namnet Königsstadt var i informellt bruk redan under 1700-talet men blev den officiella beteckningen på stadsdelen först mellan 1873 och 1920.

## Geografi
Königsstadt gränsade vid 1900-talets början i väster till Spandauer Vorstadt och Rosenthaler Vorstadt utefter den tidigare Prenzlauer Strasse och den nuvarande Prenzlauer Allee. Norra och östra gränsen bildades av Berlins ringbana. I sydost gränsade Königsstadt till Stralauer Vorstadt längs Landsberger Allee och södra delen av Polizeipräsidiums byggnad. I sydväst bildade Berlins stadsbana, som här följer sträckningen för Berlins gamla fästningsvallar, gränsen till Berlins medeltida stadskärna (Alt-Berlin).

## Historia
Utanför Berlins medeltida stadsport, ursprungligen kallad Oderberger Tor och senare Georgentor, växte en mindre förstad upp redan under medeltiden kring S:t Georgshospitalet, första gången omnämnt 1272. Gränsen mot Spandauer Vorstadt löpte österut längs nuvarande Alexanderstrasse, Jacobystrasse och Palisadenstrasse och gränsen mot Spandauer Vorstadt längs dåvarande Prenzlauer Strasse till Prenzlauer Tor. I samband med den nyblivne kung Fredrik I av Preussens intåg i Berlin genom Georgentor efter kröningen i Königsberg 1701 uppstod namnet Königstor på fästningsporten, vilket senare kom att överföras på hela förstadens namn. 
När Berlins tullmur uppfördes på 1730-talet och ersatte den tidigare stadsmuren utökades Königsstadt till att omfatta hela bebyggelsen som gradvis uppfördes fram till tullmuren. Tullmuren sträckte sig här längs nuvarande Torstrasse och Mollstrasse. Utanför tullmuren anlades stadens begravningsplatser för Mariakyrkan och Nikolaikyrkans församlingar, vilket bidragit till områdets nuvarande stadsbild med begravningsplatser och parkområden i de centrala delarna.
Det fjäderformade gatunätet i Königsstadt bestämdes av de stora landsvägarna som ledde ut från stadskärnan mot städerna Prenzlau, Bernau och Altlandsberg; dessa utgör idag Prenzlauer Allee, Otto-Braun-Strasse respektive Landsberger Allee. Alla tre gatorna utgick ursprungligen från torget framför fästningsporten Königstor, tidigare benämnt Ochsenmarkt och sedan 1805 officiellt benämnt Alexanderplatz.
År 1831 införlivades stora områden utanför tullmuren med staden Berlin. Königsstadt sträckte sig sedan dess till den nya stadsgränsen mot Weissensee och Wilhemsberg i trakten av Hohenschönhausen. På de nya ytorna skapades bland annat Berlins första kommunala park, Volkspark Friedrichshain, samt områdena Bötzowviertel och Winsviertel.
Efter Marsrevolutionen 1848 begravdes offren på Friedhof der Märzgefallenen. 1874 öppnades i utkanten av folkparken Städtisches Krankenhaus Am Friedrichshain, Berlins första kommunala sjukhus.
När Stor-Berlin bildades 1920 kom Königsstadt att till större delen falla inom Prenzlauer Bergs dåvarande stadsdelsområde. Områdets äldre del mellan Alexanderplatz och Mollstrasse införlivades med Mitte medan Volkspark Friedrichshain och området kring Petersburger Strasse tillföll Friedrichshains dåvarande stadsdelsområde. 
Under andra världskriget drabbades Königsstadt svårt av bombanfall. Georgenkirches ruin sprängdes 1949. I Östberlin kom de inre delarna av området nordost om Alexanderplatz att helt planeras om med nytt gatunät, så att stora delar av den historiska miljön idag inte längre går att känna igen i gatubilden. Under den östtyska epoken försvann begreppet Königsstadt ur allmänt språkbruk, och idag lever namnet huvudsakligen kvar genom vissa namn på byggnader i området.